# 유영실
유영실(柳榮實, 1975년 5월 1일~)은 대한민국의 축구 지도자이다.

## 어린 시절
초등학교 시절에는 배드민턴 선수로 활약하다 중학교 때 부터는 운동을 그만두었었다. 이후 광양여자고등학교에 축구부가 생기자 입단 테스트 축구부에 입단하게 된다.

## 구단 경력
대학 졸업 후 약 8개월간 방황을 하다가 1998년 12월, 현대제철에 입단하게 되었다.
2008년, 이천 대교 여자 축구단을 끝으로 은퇴를 선언했다.

## 국가대표팀 경력
1992년부터 2008년까지 여자 축구 국가대표 수비수로 뛰었고 한국 여자축구대표팀의 첫 월드컵 무대였던 2003 국제축구연맹(FIFA) 미국월드컵에서는 주장으로 역할을 했다.
특히 2003년에는 최초로 일본팀을 꺾고 월드컵 진출을 이뤄냈다.

## 지도자 경력
선수 은퇴 후 2009년부터 동산정보산업고등학교 코치와 감독, 서울시청 코치, 대덕대학교 감독 등을 지냈다. 2018년 대한축구협회 올해의 지도자상을 받았고 2019년 나폴리 하계 유니버시아드에서 여자 대표팀 감독을 지냈다. 2019년 11월 강원도 화천군에서 열린 2019 추계한국여자축구연맹전에서는 대덕대학교를 준우승으로 이끌었다. 2019년 12월 서울시청 여자축구팀 감독에 임명되었다.

## 경희대학교 석사 학위
- 광양여자고등학교 졸업
- 경희대학교 학사 학위

## 경력
- 2003년 : 미국여자월드컵 국가대표
- 2005년 8월 : 동아시아대회 국가대표
- 2006년 ~ 2008년 : 대교 캥거루스
- 2007년 5월 : 베이징올림픽 여자축구 국가대표
- 2009년 ~ 2015년 : 동산정보산업고등학교 여자축구부 코치, 감독
- 서울시청 여자축구팀 코치
- 대덕대학교 여자축구부 감독
- 2019년 12월 ~ : 서울시청 여자축구팀 감독